# Shickley
Shickley est un village du comté de Fillmore, dans l'État du Nebraska, aux États-Unis. En 2020, il comptait une population de 343 habitants.